# 水瀬まり香
水瀬 まり香（みなせ まりか、11月6日 - ）は、日本の女性声優、俳優。日本大学芸術学部卒業。以前は三木プロダクションに所属していた。現在フリー。旧名：皆瀬 まりか（読みは同じ）。
日本大学芸術学部放送学科アナウンスコースにてナレーションなどを学び、在学中から芸能活動を始める。
2021年4月1日、名前の表記を現行の「水瀬まり香」に改めた。

## 出演

### テレビアニメ
2012年
- LUPIN the Third -峰不二子という女-（人形たち）

2013年
- ガンダムビルドファイターズ（女生徒、少年B）
- ダンボール戦機WARS（園山ハナコ、女子生徒）
- ちはやふる2（戸田メイ、縄野友里、七瀬心、女子生徒、女生徒 他）
- ポケットモンスター THE ORIGIN
- ルパン三世 princess of the breeze 〜隠された空中都市〜（ラーシャ〈赤ちゃん〉）

2014年
- それでも世界は美しい（婦人）
- 妖怪ウォッチ（男子）

2015年
- 俺物語!!（看護師B）
- クレヨンしんちゃん（女子大生B）
- パンチライン（萌南）

2016年
- ユーリ!!! on ICE（サーラ・クリスピーノ）
- ルパン三世 PART IV（アナウンサーB）

### 劇場アニメ
- ルパン三世VS名探偵コナン THE MOVIE（2013年、エミリオファン）
- LUPIN THE IIIRD 次元大介の墓標（2014年、クイーン＝マルタ[4]）

### ゲーム
2013年
- 星霜のアマゾネス（キツネ）
- ダンボール戦機ウォーズ（園山ハナコ）
- メタルマックス4 月光のディーヴァ（パイホア）

2014年
- 大江戸BlackSmith（ませ）

### アプリ
2014年
- ロボクラ〜跳べ!高尾之峰高校体育会女子ロボット部〜（東海林鈴）

2015年
- 妖怪百姫たん!（火車、前鬼、悪魔憑き）
- 精霊の翼-スカイガーディアン-（ティエンナ）

### 吹き替え
- アンフォゲッタブル 完全記憶捜査 シーズン2、3
- GIMME SHELTER
- TWO WEEKS（ソヨン[8]）
- 12モンキーズ（マックス[9]）
- ポリティカルアニマルズ
- THE X FILES New Season(ソフト版)（スヴェタ[10]）
- MAJOR CRIMES～重大犯罪課 Season5（クリスタ[11]）
- ぼくらと、ぼくらの闇（バロン[12]）
- ALEX STRANG LOVE（ソフィー[13]）
- WALK THE PRANK（コートニー[14]）
- HANNA（ヨハンナ[15]）
- SNOWPIERCER（ジョージー、ウィニー[16]）
- SNOWPIERCER Season2（アレクサンドラ、ウィニー、ジョージー[17]）

### テレビ番組
- 中居正広の金曜日のスマたちへ（TBS）
- 人間分類バラエティー THE カテゴライザー（日本テレビ）

### ビデオパッケージ
- ナムコ

### 映画
- 僕の初恋をキミに捧ぐ（2009年10月24日、東宝）

### ナレーション
- WebTV版NHK高校講座　地学（2008年版）

### ラジオ
- 北広島エフエム放送「メイプルスクエア」

### MC
- MOE1グランプリ

### 舞台
- シャークエンド（2019年7月20日・21日、渋谷シダックスカルチャーホール） - シンディ 役（20日） / マルティナ 役（21日）[18]